# Журавлівська волость
Журавлівська волость — адміністративно-територіальна одиниця Брацлавського повіту Подільської губернії з центром у селі Журавлівка.
Станом на 1886 рік складалася з 9 поселень, 11 сільських громад. Населення — 18366 осіб (3115 чоловічої статі та 3058 — жіночої), 1737 дворових господарства.
|                     | Площа, десятин | У тому числі орної, десятин |
| ------------------- | -------------- | --------------------------- |
| Сільських громад    | 16312          | 10766                       |
| Приватної власності | 182            | 92                          |
| Надільної власності | 8791           | 841                         |
| Казенної власності  | 15             | —                           |
| Іншої власності     | 1009           | 629                         |
| Загалом             | 26309          | 12328                       |

Поселення волості:
- Журавлівка (Самгородок) — колишнє власницьке село за 27 верст від повітового міста, 1200 осіб, 366 дворів, 2 православні церкви, 2 школи, 2 постоялих будинки. За 13 верст — колишнє надільне місто Тульчин з 11970 мешканцями, 5 православними церквами, 2 синагогами, 12 єврейськими молитовними будинками, училищем, телеграфної та поштовою станціями, лікарнею, військовим шпиталем, 2 аптеками, продовольчим сховищем, театром, 18 постоялими дворами, 2 трактирами, 2 харчевнями, 12 постоялими будинками, торговою лазнею, 49 лавками, базарами, та ярмарком через 2 тижні, паровим і водяним млином, каретною та тютюнової фабрикою, 3 свічковими, 2 шкіряними, пивоварними та горілчаними заводами. За 3 версти — залізнична станція Журавлівка.
- Білоусівка — колишнє власницьке село, 728 осіб, 205 дворів, православна церква, школа, постоялий будинок.
- Вапнярки — колишнє власницьке село, 217 осіб, 54 двори, каплиця.
- Суворовське — колишнє власницьке село, 921 особа, 251 двір, православна церква, школа, постоялий будинок.
- Кобилівка — колишнє власницьке село при річці Сільниця, 694 особи, 275 дворів, православна церква, школа, постоялий будинок, водяний млин.
- Копіївка (Орлівка) — колишнє власницьке село при річці Сільниця, 993 особи, 324 двори, 2 православні церкви, костел, 2 школи, постоялий будинок, 2 водяних млини.
- Копіївська Шура — колишнє власницьке село, 624 особи, 143 двори, старообряницька каплиця.